# Tygarrup quelpartensis
Tygarrup quelpartensis är en mångfotingart som beskrevs av Paik 1961. Tygarrup quelpartensis ingår i släktet Tygarrup och familjen storhuvudjordkrypare.
Artens utbredningsområde är Sydkorea. Inga underarter finns listade i Catalogue of Life.